# Blechnum auratum
Blechnum auratum es una especie de helecho perteneciente a la familia Blechnaceae. Es originaria de Sudamérica.

## Distribución y hábitat
Se encuentra en lugares húmedos y pantanosos a una altitud de hasta 4000 metros, en Costa Rica, Panamá, Colombia, Venezuela, Ecuador, Perú y Bolivia.

## Taxonomía
Blechnum auratum fue descrita por (Fée) R.M.Tryon & Stolze  y publicado en Fieldiana: Botany, New Series 32: 67. 1993.
Variedad
- Blechnum auratum subsp. columbiense (Hieron.) R.M. Tryon & Stolze

Sinonimia
- Blechnum buchtienii Rosenst.
- Blechnum colombiense Hieron.
- Lomaria aurata Fée
- Struthiopteris buchtienii (Rosenst.) Maxon & C.V. Morton[2]